# STRV 1B
O STRV 1B é um satélite experimental geoestacionário britânico construído pela Defence Research Agency (DRA). Ele é operado em conjunto pela Defence Evaluation and Research Agency (DERA), Ballistic Missile Defence Organisation (BMDO) e Agência Espacial Europeia (ESA).

## História
O STRV 1B faz parte da série de satélites STRV (Space Technology Research Vehicle), são uma série de satélites experimentais adquiridos para o Ministério da Defesa do Reino Unido pela Defence Research Agency (DRA) (posteriormente Defence Evaluation and Research Agency (DERA)).
O satélite leva a bordo um refrigerador experimental, células solares e eletrônicos.

## Lançamento
O satélite foi lançado com sucesso ao espaço no dia 17 de junho de 1994 às 07:07:19 UTC, por meio de um veículo Ariane-44LP H10+ a partir do Centro Espacial de Kourou, na Guiana Francesa, juntamente com os satélites Intelsat 702 e STRV 1A. Ele tinha uma massa de lançamento de 52 kg.